# 新城海岸

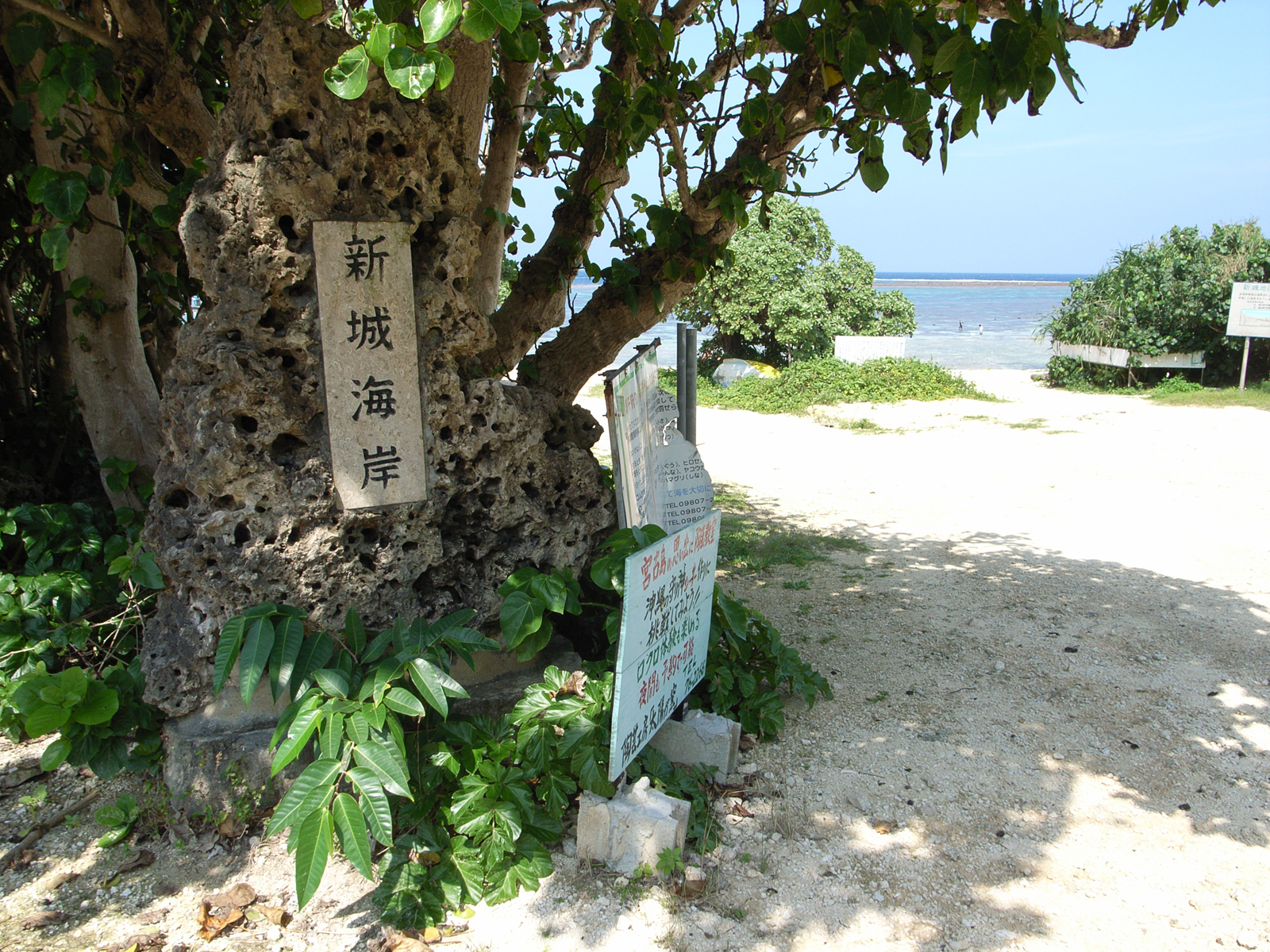
新城海岸

新城海岸（あらぐすくかいがん）は、宮古島東部の沖縄県宮古島市城辺字新城にある砂浜である。

## 概要
遠浅の海岸で、浅瀬でも熱帯魚を見ることができるため、シュノーケリングに適する。
沖合にリーフがあるため波が静かである。ただし、リーフには切れ目があるため、沖に出ないように注意が必要である。2006年（平成18年）9月8日には、海水浴に訪れた観光客が沖合約500mで水死する事故が発生しており、離岸流の一種であるリーフカレントに巻き込まれたものと見られている。

## 施設
- 更衣室 - 男女各3室[6]
- トイレ[6]
  - 男子トイレ - 洋式トイレ2室、小便器3
  - 女子トイレ - 洋式トイレ3室
  - 障害者用トイレ - 1室
- 足洗い場[6]
- 売店・器材レンタル[7][8]
- 駐車場（無料）

近隣の吉野海岸と比べて県道から海岸までの道路の幅が比較的広いこともあり、海岸近くに設けられた駐車場まで車で行くことができる。トイレ、更衣室等の施設は、2018年（平成30年）4月2日に供用開始されたものである。
夏季には業者がレジャー用品のレンタル等の営業を行っているが、2019年（平成31年）4月からは条例による許認可制度が導入され、ライフセーバーの配置等の条件を満たした事業所のみに、活動範囲を仕切って営業が認可される予定である。

## 評価
トリップアドバイザーによる2019年（令和元年）の「日本のベストビーチ トップ10」で第10位に選ばれている。また、2017年（平成29年）の同ランキングでは9位、2016年（平成28年）にトリップアドバイザーが発表した「トラベラーズチョイス世界のベストビーチ2016」の日本国内のランキングでは8位であった。

## 沿革
海岸近くには1994年（平成6年）に整備されたトイレ・シャワー施設及び駐車場があったが、2013年（平成25年）12月に保安林内に無許可で設置されていたことが判明。2014年（平成26年）に撤去され、同年5月に仮設トイレ4基及び仮設更衣室、6月末に仮設駐車場が設置された。
宮古島市では、沖縄県から保安林指定の解除の許可を得て、2017年（平成29年）内にトイレ等の設備を整備し供用を開始する計画としていたが、保安林指定の解除の手続きや近隣の埋蔵文化財の発掘調査に時間を要し、2018年（平成30年）4月2日にトイレ、更衣室等を備えた新施設が供用開始された。

## アラフ遺跡
新城海岸一帯には、アラフ遺跡と呼ばれる約2800-1900年前頃の先島先史時代（無土器期）の遺跡が存在する。近くには地層の関係で、宮古島では貴重な湧水の出る崖がある。2000年度（平成12年度）から遺跡の発掘調査が行われ、集石遺構、竪穴遺構といった遺構や、シャコガイ製貝斧、サメ歯有孔製品、イモガイ製ビーズ等の道具類が出土しており、宮古島市では国の史跡指定を目指している。貝斧は宮古島全体で世界最多の250点以上が出土している。一方、土器は見つかっていず、穴の中に焼いた石灰岩を入れて、バナナの葉等でくるんだ食材をのせ、砂をかぶせてアースオーブン方式で蒸し焼きにしていたとみられ、そのような遺構が宮古島全体で220基確認されている。

## 事故
2020年6月及び7月にシュノーケリング中の観光客が死亡する事故が起きている。また、同7月には貝採りの男性が行方不明になる事故も発生している。

## 交通
- 宮古空港から車で約35分[3]。沖縄県道83号保良西里線から海岸側に入る。
- 宮古協栄バス新城吉野保良線新城停留所下車、徒歩約20分[26] - 本数が少なく、往路と復路で経路が異なるので注意が必要である。